# نيغران
بلدية نيغران (بالإسبانية: Nigrán) هي بلدية تقع في مقاطعة بونتيفيدرا التابعة لمنطقة غاليسيا شمال غرب إسبانيا.

## الديموغرافيا
يبلغ عدد سكان بلدية نيغران 17.879 نسمة عام 2011 (وفقاً للمعهد الوطني للإحصاء الإسباني).
| 15.197 | 15.647 | 16.684 | 17.281 | 17.668 | 18.021 | 17.879 |

## أعلام
- كيفن فاسكيز كوميسينيا
- ماريا أنطونيا إجليسياس
- كارلوس بيريز
- خورخي أوتيرو